# Takkelloftvej
Takkelloftvej er en vej, som ligger på Frederiksholm på Holmen i København og har fået sit navn fra et magasin (loft) til opbevaring af takkelage – skibenes master, ræer og tovværk. Navnet findes også på Holmen i Takkeladsvej.

## Historie og bygninger

### Takkelloftets magasinbygninger
Langs Takkelloftvej ligger 140 meter lange magasinbygninger, tegnet af arkitekten Phillip de Lange (1700-1766) i 1750’erne. De blev oprindeligt anvendt til opbevaring af takkellage og som hovedmagasin for Flåden.
I forbindelse med Flådens endelige udflytning fra Gammelholm i 1860’erne blev bygningerne forhøjet med en etage. I dag er magasinerne omdannet til ejerlejligheder.

### Masteskure og mærshus
På hver side af magasinbygningerne blev der opført to masteskure, hvor skibsmasterne blev opbevaret, indtil de kunne monteres på skibene. Kun det sydlige masteskur er bevaret sammen med det tilhørende mærshus, hvor træplanker blev opbevaret. Disse planker blev brugt af søfolkene, når de skulle op i rigningen for at sætte sejlene. Masteskuret blev tegnet af havnemester Søren Halkiær og opført i 1828.